# Bródno (stacja metra)
Bródno – stacja linii M2 metra w Warszawie. Znajduje się w dzielnicy Targówek, w ciągu ulicy Kondratowicza, w pobliżu skrzyżowania z ulicami Rembielińską i Bazyliańską.

## Opis
Jest ostatnią stacją na prawobrzeżnym odcinku linii M2, chociaż plany radnych dzielnicy Białołęka zakładały wariant, że jedna ze stacji miała znajdować się na terenie tej dzielnicy.
Budowa stacji rozpoczęła się w 2019.  W grudniu 2019, w czasie budowy wykopano kości dwóch prażubrów.
Nazwa stacji została nadana przez Radę m.st. Warszawy w sierpniu 2020.
Stacja została otwarta dla ruchu pasażerskiego 28 września 2022 roku.